# Gordon Greer
Gordon Greer, född 14 december 1980 i Glasgow, är en skotsk fotbollsspelare (försvarare) som spelar för Kilmarnock.
I juli 2017 återvände Greer till Kilmarnock.